# Demo 83-84
Demo 83-84 — дебютний музичний альбом гурту Bathory. Виданий 1984 року. Загальна тривалість композицій становить 22:17.

## Список пісень
1. "Sacrifice - 4:06
2. "The Return of Darkness and Evil - 4:41
3. "Intro - 2:11
4. "In Conspiracy With Satan - 2:33
5. "Necromancy - Sacrifice - 6:37
6. "Raise the Dead - 2:49